# Copa de Finlandia Femenina
La Copa de Finlandia Femenina (en finés: Naisten Suomen Cup) es una competencia de fútbol femenino anual entre clubes de Finlandia. Su primera edición fue en 1981.

## Finales
Finales de la Copa de Finlandia desde 1981.
| Temporada | Campeón              | Resultado      | Finalista             | Sede de la final                   |
| --------- | -------------------- | -------------- | --------------------- | ---------------------------------- |
| 1981      | HJK Helsinki         | 0–0 (4-3pen.)  | Kemin Into            | Töölön Pallokenttä, Helsinki       |
| 1982      | Kemin Into           | 2–1            | Turun Pyrkivä         | Kupittaan jalkapallostadion, Turku |
| 1983      | Puotinkylän Valtti   | 4–1            | Koparit Kuopio        | Olympiastadion, Helsinki           |
| 1984      | HJK Helsinki         | 2–0            | Kemin Into            | Olympiastadion, Helsinki           |
| 1985      | HJK Helsinki         | 3–0            | Puotinkylän Valtti    | Olympiastadion, Helsinki           |
| 1986      | HJK Helsinki         | 3–0            | Herttoniemen Toverit  | Olympiastadion, Helsinki           |
| 1987      | Herttoniemen Toverit | 5–1            | Turun Pyrkivä         | Olympiastadion, Helsinki           |
| 1988      | Herttoniemen Toverit | 2–1            | HJK Helsinki          | Olympiastadion, Helsinki           |
| 1989      | Herttoniemen Toverit | 1–0            | PP-Futis              | Olympiastadion, Helsinki           |
| 1990      | Helsinki United      | 3–2            | Kontulan Urheilijat   | Olympiastadion, Helsinki           |
| 1991      | HJK Helsinki         | 2–2 (3-2 pen.) | FC Ilves Tampere      | Olympiastadion, Helsinki           |
| 1992      | HJK Helsinki         | 2–1            | Kontulan Urheilijat   | Olympiastadion, Helsinki           |
| 1993      | HJK Helsinki         | 4–0            | Kontulan Urheilijat   | Leppävaaran urheilupuisto, Espoo   |
| 1994      | Turun Pyrkivä        | 2–0            | HJK Helsinki          | Kupittaan jalkapallostadion, Turku |
| 1995      | Kontulan Urheilijat  | 3–0            | Tikkurilan Palloseura | Olympiastadion, Helsinki           |
| 1996      | Puistolan Urheilijat | 2–1            | HJK Helsinki          | Leppävaaran urheilupuisto, Espoo   |
| 1997      | Malmin Palloseura    | 3–1            | FC Ilves Tampere      | Töölön Pallokenttä, Helsinki       |
| 1998      | HJK Helsinki         | 3–1            | Malmin Palloseura     | Töölön Pallokenttä, Helsinki       |
| 1999      | HJK Helsinki         | 3–1            | FC United             | Tammela Stadion, Tampere           |
| 2000      | HJK Helsinki         | 3–0            | FC United             | Myyrmäen jalkapallostadion, Vantaa |
| 2001      | FC United            | 2–1            | HJK Helsinki          | Talin jalkapallohalli, Helsinki    |
| 2002      | HJK Helsinki         | 3–0            | FC United             | Myyrmäen jalkapallostadion, Vantaa |
| 2003      | Malmin Palloseura    | 1–0            | HJK Helsinki          | Töölön jalkapallostadion, Helsinki |
| 2004      | FC United            | 1–0            | HJK Helsinki          | Töölön jalkapallostadion, Helsinki |
| 2005      | FC United            | 1–0            | FC Espoo              | Töölön jalkapallostadion, Helsinki |
| 2006      | HJK Helsinki         | 3–0            | FC United             | Töölön jalkapallostadion, Helsinki |
| 2007      | HJK Helsinki         | 3–1            | FC Honka Espoo        | Töölön jalkapallostadion, Helsinki |
| 2008      | HJK Helsinki         | 3–1            | FC Kuusysi Lahti      | Töölön jalkapallostadion, Helsinki |
| 2009      | FC Honka Espoo       | 1–0            | HJK Helsinki          | Töölön jalkapallostadion, Helsinki |
| 2010      | HJK Helsinki         | 2–1            | FC Ilves Tampere      | Töölön jalkapallostadion, Helsinki |
| 2011      | PK-35 Vantaa         | 2–0            | FC Ilves Tampere      | Töölön jalkapallostadion, Helsinki |
| 2012      | PK-35 Vantaa         | 2–1            | Pallokissat           | Töölön jalkapallostadion, Helsinki |
| 2013      | PK-35 Vantaa         | 2–0            | HJK Helsinki          | Töölön jalkapallostadion, Helsinki |
| 2014      | FC Honka Espoo       | 2–1            | FC Ilves Tampere      | Töölön jalkapallostadion, Helsinki |
| 2015      | FC Honka Espoo       | 4–3            | HJK Helsinki          | Töölön jalkapallostadion, Helsinki |
| 2016      | PK-35 Vantaa         | 2–0            | FC Honka Espoo        | Harjun Stadion, Jyväskylä          |
| 2017      | HJK Helsinki         | 1–0            | PK-35 Vantaa          | Myyrmäen jalkapallostadion, Vantaa |
| 2019      | HJK Helsinki         | 1–0            | Åland United          | Töölön jalkapallostadion, Helsinki |
| 2020      | Åland United         | 2–1            | TiPS                  | Myyrmäen jalkapallostadion, Vantaa |
| 2021      | Åland United         | 1–1 (4-2 pen.) | PK-35 Vantaa          | Olympiastadion, Helsinki           |
| 2022      | Åland United         | 2–0            | HJK Helsinki          | Olympiastadion, Helsinki           |
| 2023      | KuPS Kuopio          | 5–0            | HJK Helsinki          | Olympiastadion, Helsinki           |
| 2024      | HJK Helsinki         | 2–1            | FC Honka Espoo        | Tammela Stadion, Tampere           |

## Títulos por club
| Club                 | Títulos | Años campeón                                                                                               |
| -------------------- | ------- | --- |
| HJK Helsinki         | 18      | 1981, 1984, 1985, 1986, 1991, 1992, 1993, 1998, 1999, 2000, 2002, 2006, 2007, 2008, 2010, 2017, 2019, 2024 |
| PK-35 Vantaa         | 4       | 2011, 2012, 2013, 2016                                                                                     |
| Herttoniemen Toverit | 3       | 1987, 1988, 1989                                                                                           |
| FC United            | 3       | 2001, 2004, 2005                                                                                           |
| FC Honka Espoo       | 3       | 2009, 2014, 2015                                                                                           |
| Åland United         | 3       | 2020, 2021, 2022                                                                                           |
| Malmin Palloseura    | 2       | 1997, 2003                                                                                                 |
| Kemin Into           | 1       | 1982 |
| Puotinkylän Valtti   | 1       | 1983 |
| Helsinki United      | 1       | 1990 |
| Turun Pyrkivä        | 1       | 1994 |
| FC Kontu             | 1       | 1995 |
| Puistolan Urheilijat | 1       | 1996 |
| KuPS Kuopio          | 1       | 2023 |